# Stazione di Trecate
Stazione di Trecate vasútállomás Olaszországban, Trecate településen.

## Vasútvonalak
Az állomást az alábbi vasútvonalak érintik:
- Torino–Milánó-vasútvonal

## Kapcsolódó állomások
A vasútállomáshoz az alábbi állomások vannak a legközelebb:
- Stazione di Novara
- Stazione di Magenta